# Arothron
Arothron là một chi thuộc họ Cá nóc. Loài lớn nhất trong chi này là A. stellatus dài đến 120 cm (48 inch). Tất cả các loài đều rất độc, có chứa chất độc gây chết người gọi là tetrodotoxin, 10.000 lần độc hơn xyanua. Một liều 1 – 2 mg loại chất độc này có thể gây chết người.

## Các loài
Chi này gồm các loài sau:
- Arothron caeruleopunctatus Matsuura, 1994
- Arothron carduus (Cantor, 1849)
- Arothron diadematus (Rüppell, 1829)
- Arothron firmamentum (Temminck & Schlegel, 1850)
- Arothron gillbanksii (Clarke, 1897)
- Arothron hispidus (Linnaeus, 1758) - Cá nóc chuột vân bụng
- Arothron immaculatus (Bloch &Schneider, 1801)
- Arothron inconditus Smith, 1958
- Arothron leopardus (Day, 1878)
- Arothron manilensis (Marion de Procé, 1822)
- Arothron mappa (Lesson, 1831)
- Arothron meleagris (Lacepède, 1798)
- Arothron nigropunctatus (Bloch &Schneider, 1801)
- Arothron reticularis (Bloch & Schneider, 1801)
- Arothron stellatus (Bloch & Schneider, 1801)